# Breno Bidon
Breno de Souza Bidon dit Breno Bidon, né le 20 février 2005 à São Paulo au Brésil, est un footballeur brésilien qui évolue au poste de milieu central au SC Corinthians.

## Biographie

### En club
Né à São Paulo au Brésil, Breno Bidon est élevé dans le district de Freguesia do Ó. Il joue dans plusieurs clubs comme la SE Palmeiras, Portuguesa de Desportos ou encore Grêmio Osasco Audax avant d'être formé par le SC Corinthians, qu'il rejoint à l'âge de quatorze ans en 2019.
Il joue son premier match en professionnel le 10 mars 2024, lors d'une rencontre de Campeonato Paulista face au Esporte Clube Água Santa (en). Il entre en jeu à la place de Pedro Henrique et les deux équipes se neutralisent (0-0 score final),. Le 20 avril 2024, il joue son premier match de première division brésilienne contre le Red Bull Bragantino. Il entre en jeu à la place de Rodrigo Garro (en) et son équipe est battue par un but à zéro. 
Le 2 mai 2024, Breno Bidon inscrit son premier but en professionnel, lors d'une rencontre de coupe du Brésil face à l'América de Natal. Servi par Wesley Gassova, il marque le but égalisateur de son équipe, qui s'impose finalement par deux buts à un,.